# Schnitzel

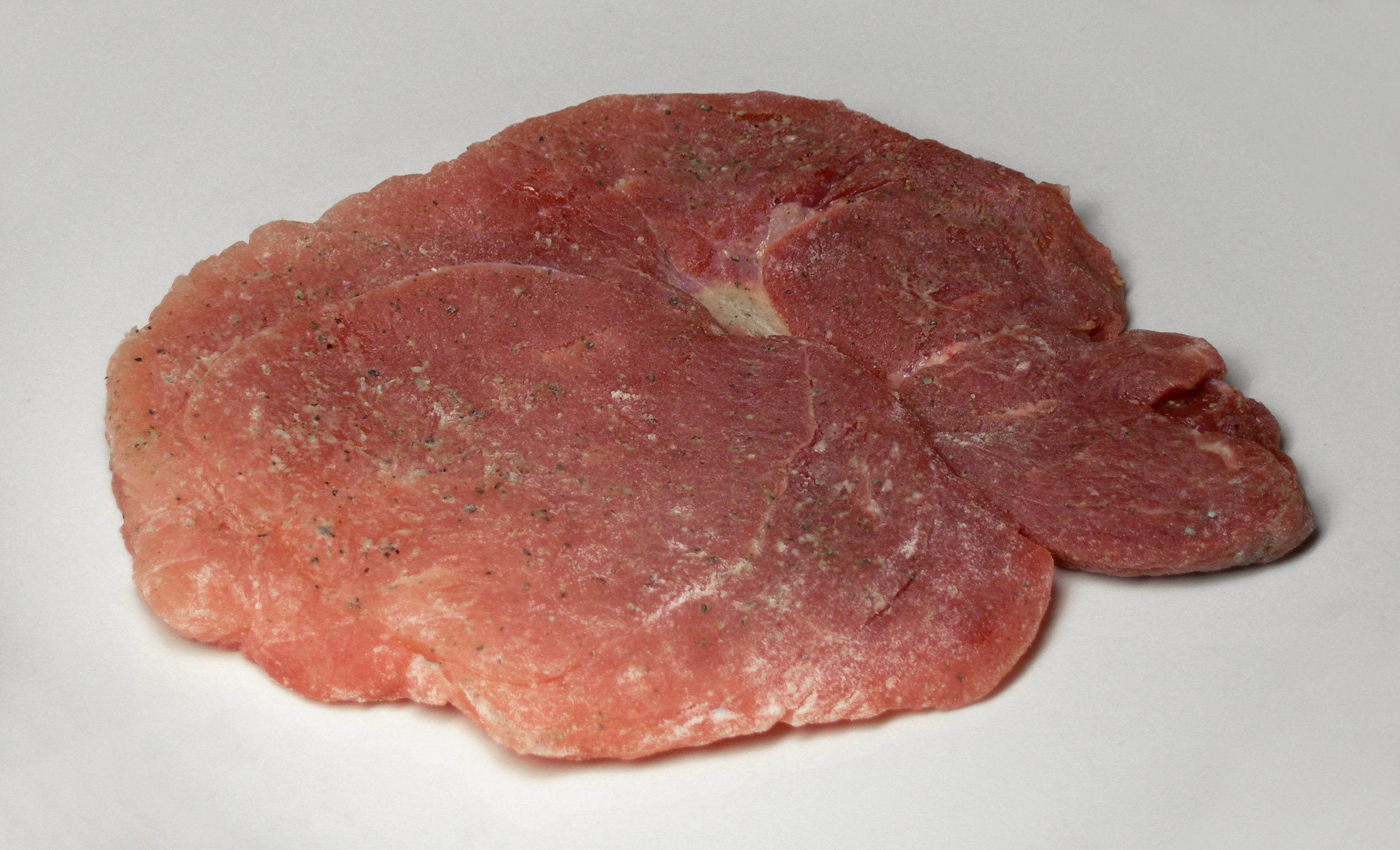
Schweineschnitzel aus dem Schinken, gewürzt

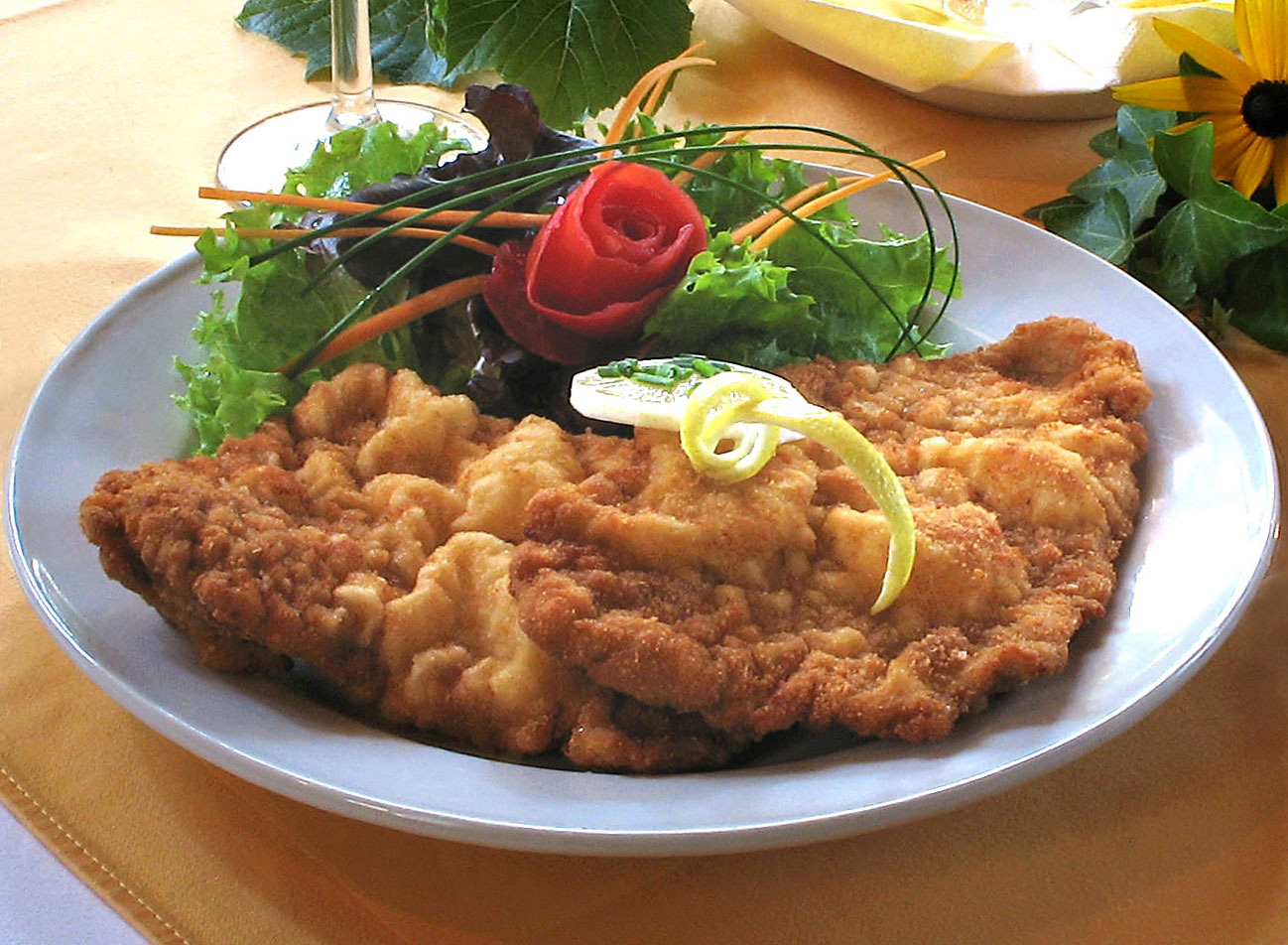
Wiener Schnitzel

Schnitzel sind dünn geschnittene Fleischstücke, bei denen der ursprünglich vorhandene Knochen ausgelöst worden ist. Meistens werden sie zusätzlich mit einem Fleischklopfer (Plattiereisen) platt geklopft oder mit einer Fleischwalze platt gepresst, was das Fleisch durch Aufbrechen der Muskelfasern zarter macht. In der Schweiz werden Schnitzel auch Plätzli genannt.
Im Englischen bezeichnet das Wort schnitzel stets ein paniertes Schnitzel nach Art des Wiener Schnitzels. Das englische Wort für Schnitzel stammt aus der französischen Sprache und lautet escalope.

## Etymologie
Das Wort Schnitzel leitet sich als Diminutiv snitzel vom mittelhochdeutschen Wort sniz für „Schnitt“ ab.

## Begriff
Heute wird der Begriff Schnitzel vor allem in der im 19. Jahrhundert in Österreich geprägten Bedeutung „von einem Kalbsschlegel geschnittenes und gebratenes Stück Fleisch“ oder daraus verallgemeinert für „zum Braten bestimmte dünne Fleischscheibe“ verwendet. Schnitzel werden vor allem aus der Keule von Schwein und Kalb gewonnen, teilweise auch aus dem Rücken.
Der Begriff gilt sowohl für die rohe Fleischscheibe als auch für die Speisen daraus.

## Schnitzelgerichte

### Mit Kalbs- oder Rindfleisch

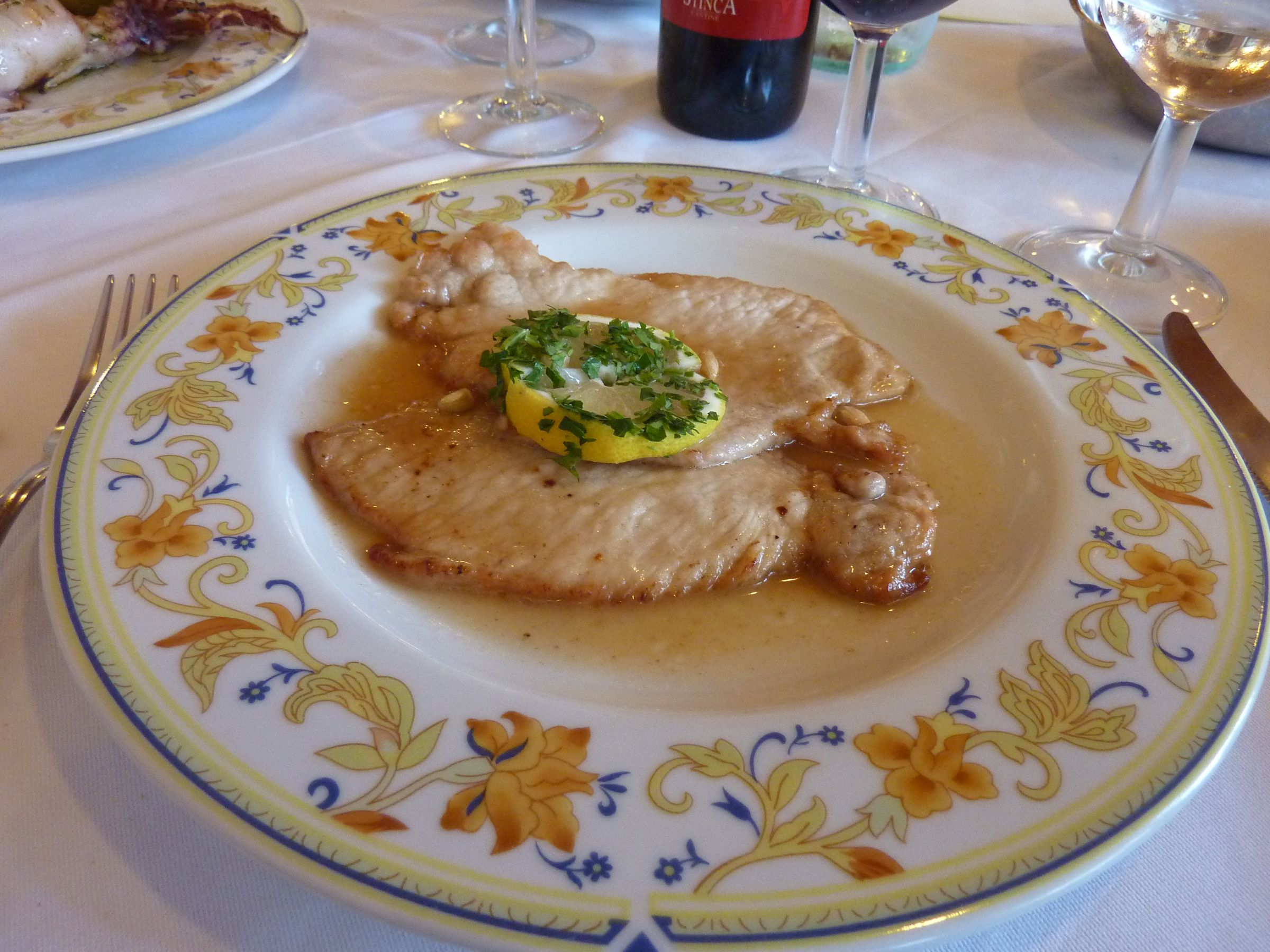
Scaloppine al limone in Italien

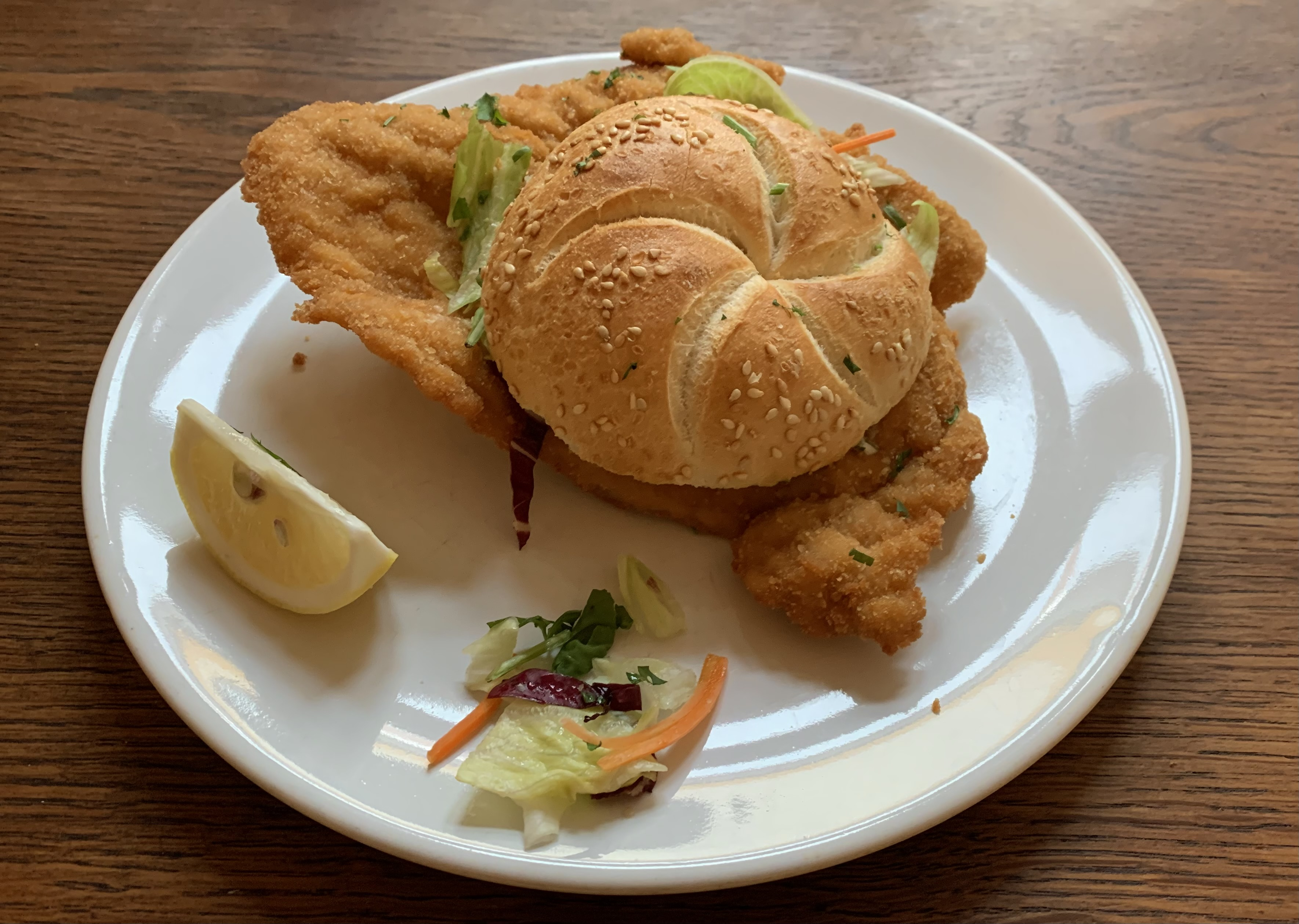
Schnitzelbrötchen

Bekannte Schnitzelgerichte vom Kalb oder Rind sind:
Wiener Schnitzel
paniertes Kalbsschnitzel
Münchner Schnitzel
Das Kalbsschnitzel wird vor dem Panieren mit einer Paste aus süßem Senf und Meerrettich bestrichen. Für die Panade werden Brezenbrösel verwendet.
(Schnitzel) Cordon bleu
mit Schinken und Käse gefülltes, paniertes Kalbsschnitzel
Schnitzel (à la) Holstein
Kalbsschnitzel mit Spiegelei und Fischcanapés
Piccata
Kalbsschnitzel mit Zitrone und Petersilie
Piccata milanese
mit einer Hartkäse-Semmel-Mischung paniert und mit Makkaroni serviert
Rahmschnitzel
mit Rahmsauce oder mit einer Sauce aus Rahm und Bratensatz
Saltimbocca alla romana
Kalbsschnitzel mit luftgetrocknetem Schinken und Salbeiblatt belegt

### Mit anderen Fleischsorten

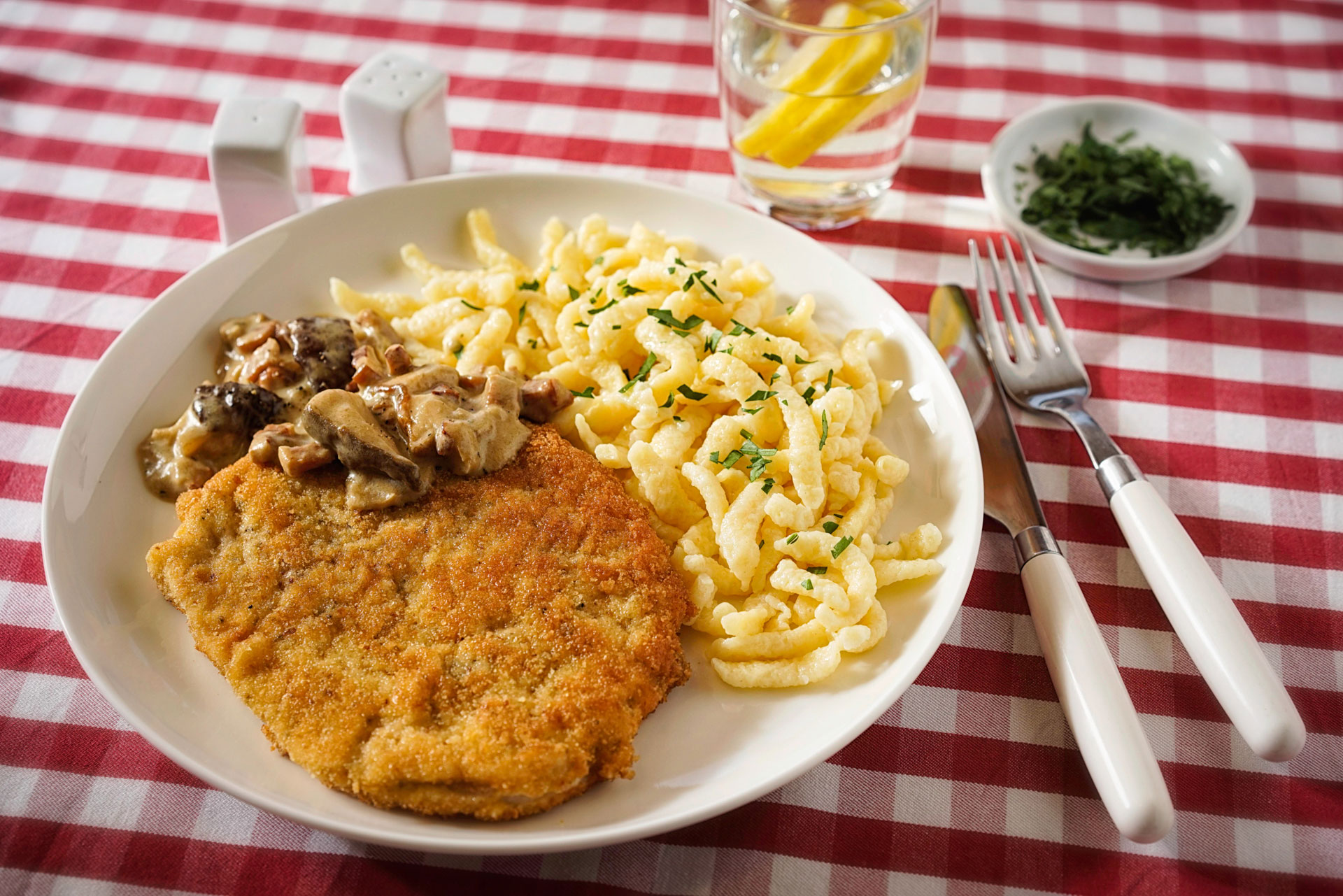
Jägerschnitzel

Bei anderen Schnitzelgerichten ist das Fleisch zweitrangig für die Benennung, entscheidender ist die Zubereitungsart bzw. die dazu gereichte Soße:
Schnitzel Wiener Art
Schweine- oder Hähnchenschnitzel, zubereitet wie das Wiener Schnitzel
Pariser Schnitzel
in einer Mehl-Ei-Panade gebacken
Hamburger Schnitzel (Auch Schnitzel à la Meyer)
paniertes Schweineschnitzel, mit einem Spiegelei belegt,
sehr dünn geklopftes, paniertes Schweineschnitzel, belegt mit einem Spiegelei und evtl. noch mit einem Anchovisfilet
Holsteiner Schnitzel
wie Schnitzel à la Holstein, jedoch mit Schweinefleisch
Krüstchen
paniertes Schweineschnitzel, auf einer Scheibe Toastbrot oder Roggenbrot, belegt mit einem Spiegelei
Jägerschnitzel
mit Pilzsauce
oder
kein echtes Schnitzel, sondern panierte Jagdwurst mit Tomatensauce oder Ketchup
Zigeunerschnitzel
heute meist mit Zigeunersauce
Frankfurter Schnitzel
Schweineschnitzel mit Grüner Soße
Schnitzel Hawaii
mit Ananas und Käse überbacken, dem Toast Hawaii nachempfunden
Schnitzel Elsässer Art
mit Speck, Zwiebeln und Crème fraîche
Schnitzel Spreewälder Art
paniertes Schweineschnitzel, gebraten und anschließend mit (Apfel-)Meerrettich bestrichen, geschnittener Gewürzgurke belegt und mit Käse überbacken
Schnitzel Kiew
paniertes und frittiertes Hühnchenschnitzel, mit einer Füllung aus Knoblauch, Butter und Kräutern
Kochkäseschnitzel
paniertes Schweineschnitzel mit Kochkäse, dazu meist eingelegte Zwiebeln und Bauernbrot
Surschnitzel
Schnitzel (hauptsächlich in Österreich erhältlich) mit Surfleisch hergestellt (eingesalzenes und mit Gewürzen behandeltes Schweinefleisch)